# 法属波利尼西亚议会
法属波利尼西亚议会（法語：Assemblée de la Polynésie française，發音：[asɑ̃ble d(ə) la pɔlinezi fʁɑ̃sɛːz]；塔希提语：Te âpooraa rahi o te fenua Māòhi）是法属波利尼西亚的国家立法机关。法属波利尼西亚议会实行一院制，由57名议员组成。议会的正式工作语言仅有法语。